# فرهنگ معاصر هزاره
فرهنگ معاصر هزاره یک واژه‌نامهٔ انگلیسی به فارسی است که چاپ اول آن در آذر-دی ۱۳۸۰ به‌چاپ رسید. این کتاب در بیستمین دورهٔ انتخاب کتاب سال جمهوری اسلامی ایران از طرف وزارت فرهنگ و ارشاد اسلامی، به‌عنوان «کتاب سال» برگزیده شد. کتاب توسط انتشارات فرهنگ معاصر منتشر شده‌است و علی‌محمد حق‌شناس، حسین سامعی و نرگس انتخابی مؤلفان این واژه‌نامه هستند.